# Управление главного конструктора
Управление главного конструктора (УГК) — структурное подразделение Волжского автозавода (в настоящее время — генерального департамента развития ОАО «АВТОВАЗ»), функцией которого является конструирование автомобилей.

## История
1 октября 1966 года главным конструктором Волжского автозавода был назначен В. С. Соловьёв, который возглавил Отдел главного конструктора.
В декабре 1966 года конструкторы ОГК начали в Москве работу в одной из комнат Минавтопрома на Кузнецком мосту.
В июне 1968 года администрация и конструкторские службы ОГК переехали в новое здание дирекции на ул. Белорусской 16 (Тольятти).
В апреле 1969 года на площадке завода началось строительство Инженерного центра.
В марте 1971 года ОГК был преобразован в Управление главного конструктора.
В 1989 году управление главного конструктора вошло в состав Научно-технического центра АВТОВАЗа.

## Руководители
- 1966−1975 — Соловьёв, Владимир Сергеевич
- 1976−1998 — Мирзоев, Георгий Константинович
- 1998−2003 — Прусов, Пётр Михайлович
- 2003−2006 — Губа, Владимир Иванович[1]
- 2006−2010 — Шмелёв, Евгений Николаевич[2]
- 2010−2014 — Курдюк, Сергей Аскольдович[3]

## Интересные факты
- 18 апреля 1974 года в соответствии с приказом министра автомобильной промышленности СССР А. М. Тарасова на ВАЗе издан приказ генерального директора № 134 о создании в составе управления главного конструктора (за пределами штатного расписания) специального конструкторского бюро по роторно-поршневым двигателям (СКБ РПД) для автомобилей и мотоциклов. Руководителем бюро был назначен Поспелов, Борис Сидорович.[4] Это было первое в СССР подразделение, занимавшееся исследованиями и производством роторно-поршневых двигателей для автомобилей. В 1990-х годах, в Научно-техническом центре ВАЗа были созданы двигатели ВАЗ-416, ВАЗ-426, ВАЗ-526.
- Пётр Михайлович Прусов — единственный советский и российский автоконструктор, в честь которого на Аллее технической славы в г. Флинт (США) в 2010 году была установлена именная звезда.[5]